# (21311) Servius
(21311) Servius est un astéroïde de la ceinture principale.

## Description
(21311) Servius est un astéroïde de la ceinture principale. Il fut découvert par Vincenzo Silvano Casulli le 4 décembre 1996 à Colleverde di Guidonia. Il présente une orbite caractérisée par un demi-grand axe de 2,22 UA, une excentricité de 0,094 et une inclinaison de 6,59° par rapport à l'écliptique.
Il fut nommé en hommage à Servius Tullius, sixième roi de Rome, qui régna de 578 à 535 av. J.-C..

## Compléments